# فريدريك كايزر
فريدريك كايزر (بالهولندية: Frederik Kaiser)‏ (و. 1808 – 1872 م) هو عالم فلك، وأستاذ جامعي من هولندا . ولد في أمستردام . وكان عضواً في الأكاديمية البروسية للعلوم .
توفي في ليدن، عن عمر يناهز 64 عاماً.

## التعليم
تعلم في جامعة ليدن

## مناصب وهيئات
أدار جامعة ليدن.